# Frank Peter Zimmermann
Pour les articles homonymes, voir Zimmermann.
Frank Peter Zimmermann (né le 27 février 1965 à Duisbourg, en Rhénanie-du-Nord-Westphalie) est un violoniste allemand contemporain.

## Biographie
Né dans une famille de musiciens, Frank Peter Zimmermann est considéré comme l'un des plus grands violonistes allemands de son temps. Sa discographie pour Sony ou Emi lui a fait parcourir l'ensemble du répertoire classique. Il se produit très régulièrement sous la direction de chefs d'orchestre prestigieux, tels Lorin Maazel, Riccardo Muti, Christoph Eschenbach, Bernard Haitink... en compagnie de vénérables formations : Orchestre de Paris, Wiener Philharmoniker, Berliner Philharmoniker, Staatskapelle Dresden...
Il joue sur un Stradivarius de 1711, le Lady Inchiquin, ayant appartenu à Fritz Kreisler et mis à sa disposition par la WestLB AG,.
En 2007, il forme le Trio Zimmermann avec l'altiste français Antoine Tamestit et le violoncelliste suisse Christian Poltéra.